# 土衛四十三
土衛四十三（Hati），編號S/2004 S 14，是土星的一颗天然卫星。发现时间是在2004年12月12日。发现者是斯科特·谢泼德、大衛·朱維特等人。S/2004 S 14直径大约6千米，运行轨道距离土星大约为20,303 Mm，轨道周期1080.099日。轨道与黄道角度为163°（相对土星赤道169°）以离心率0.291绕土星逆行轨道运行。2013年3月，卡西尼號測量土衛四十三的自轉週期約為5.45 ± 0.04小時。這是所有土星已知衛星中最快的自轉。